# Metyktire
Die Metyktire sind ein indigenes Volk in Brasilien.
Das Volk hat vermutlich um die 100 Mitglieder und lebt in freiwilliger Isolation in einem schwer zugänglichen Gebiet rund 2000 Kilometer nordwestlich von Rio de Janeiro. Bei den Metyktire handelt es sich um einen Teil der Kayapo im Menkregnoti-Reservat im Amazonasbecken. Sie sprechen eine ältere Form der Kayapo-Sprache und sind bis auf eine Penisumhüllung zumeist unbekleidet. Die Männer tragen schwarz-rote Gesichtsbemalungen und in der Unterlippe Scheiben (Lippenpflöcke), die Frauen rasieren sich traditionell den Kopf kahl.
Bekannt wurde die Existenz des Volkes im Mai 2007, als drei Familien der Metyktire für kurze Zeit das Kayapo-Dorf Kapot im Bundesstaat Mato Grosso aufsuchten. Die Kayapo vermuten, dass die Metyktire Nachkommen mehrerer Kayapo-Familien sind, die sich in den 1950er Jahren bei der Ankunft von Orlando Villas Bôas, einem Anthropologen und Verteidiger von Indianerrechten, nach einem Streit mit ihren Verwandten tiefer in den Dschungel zurückgezogen hatten.